# Feliks Arons
Henricus Felix Joseph Maria (Feliks) Arons ('s-Hertogenbosch, 5 januari 1944 - Amsterdam, 19 augustus 1992) was een Nederlands acteur en regisseur.
Na het Lyceum in 's-Hertogenbosch volgde Arons een acteursopleiding aan de toneelschool in Maastricht. Hierna ging hij naar de toneelschool Amsterdam om te worden opgeleid tot regisseur.
Arons is vooral bekend als regisseur van een aantal bekende Nederlandse televisieseries, zoals Paulus de Boskabouter, De zaak Giessen-Nieuwkerk, De Lemmings, Waaldrecht, Klaverweide en Het bloed kruipt.
Arons stierf in Amsterdam op 48-jarige leeftijd.